# Patrick Shannon
Patrick Shannon (ur. 10 kwietnia 1977 w Wexford) – irlandzki skeletonista, uczestnik Zimowych Igrzysk Olimpijskich 2010 w Vancouver.
W styczniu 2007 roku został zgłoszony do mistrzostw świata w Sankt Moritz, jednak ostatecznie w zawodach nie wystartował. Miesiąc później wziął udział w skeletonowych mistrzostwach Europy w niemieckim Königssee i zajął 22. miejsce wśród 26 sklasyfikowanych zawodników.
W 2010 roku wziął udział w igrzyskach w Vancouver. Zajął 25. miejsce w ślizgu mężczyzn.
Patrick Shannon mieszka w Dublinie.

## Osiągnięcia

### Igrzyska olimpijskie
| Igrzyska        | Konkurencja | Czas    | Wynik | Zwycięzca      |
| --------------- | ----------- | ------- | ----- | -------------- |
| 2010, Vancouver | Ślizg       | 2:44,98 | 25.   | Jon Montgomery |

### Mistrzostwa Europy
| Mistrzostwa     | Konkurencja | Czas  | Wynik | Zwycięzca            |
| --------------- | ----------- | ----- | ----- | -------------------- |
| 2007, Königssee | Ślizg       | 49,90 | 22.   | Aleksandr Trietjakow |